# Foissy
Foissy is een gemeente in het Franse departement Côte-d'Or (regio Bourgogne-Franche-Comté) en telt 135 inwoners (1999). De plaats maakt deel uit van het arrondissement Beaune.

## Geografie
De oppervlakte van Foissy bedraagt 15,3 km², de bevolkingsdichtheid is 8,8 inwoners per km².
De onderstaande kaart toont de ligging van Foissy met de belangrijkste infrastructuur en aangrenzende gemeenten.

## Demografie
Onderstaande figuur toont het verloop van het inwonertal (bron: INSEE-tellingen).